# Namo Rube Julu
Namo Rube Julu is een bestuurslaag in het regentschap Deli Serdang van de provincie Noord-Sumatra, Indonesië. Namo Rube Julu telt 1462 inwoners (volkstelling 2010).